# ألف ليشنير
ألف ليشنير (بالألمانية: Alf Lechner) (و. 1925 – 2017 م) هو نحات ألماني، ولد في ميونخ، توفي عن عمر يناهز 92 عاماً.

## جوائز
حصل على جوائز منها:
- جائزة العلم والأدب  [لغات أخرى]‏ (2002)
- نيشان استحقاق صليب الضباط لجمهورية ألمانيا الاتحادية
- الميدالية الدستورية البافارية الذهبية ‏
- نيشان استحقاق صليب الضباط لجمهورية ألمانيا الاتحادية
- وسام الاستحقاق البافاري

## روابط خارجية
- ألف ليشنير على موقع مونزينجر (الألمانية)